# ثقافة سكان أستراليا الأصليين
تشمل ثقافة سكان أستراليا الأصليين عددًا من الممارسات والاحتفالات التي تركز على الإيمان بعصر الأحلام والأساطير الأخرى. يتم التأكيد على تقديس واحترام الأرض والتقاليد الشفهية. تعرض اللغة والتجمعات الأخرى مجموعة من الثقافات الفردية. وجد فن السكان الأصليين الأستراليين منذ آلاف السنين ويتراوح من الفن الصخري القديم إلى المشاهد الطبيعية المائية المعاصرة. طورت موسيقى السكان الأصليين عددًا من الأدوات الفريدة. تشمل موسيقى السكان الأصليين الأستراليين المعاصرة العديد من الأنواع. لم يطور السكان الأصليون نظامًا للكتابة قبل الاستعمار ولكن كانت هناك مجموعة كبيرة ومتنوعة من اللغات، بما فيها لغات الإشارة.

## التقاليد الشفوية
نُقلت التقاليد والمعتقدات الثقافية وكذلك الروايات التاريخية للأحداث الفعلية بواسطة التقاليد الشفوية للسكان الأصليين، المعروفة عمومًا بالتاريخ الشفوي (رغم أن الأخير له تعريف أكثر تحديدًا). ويعود عمر بعض القصص إلى آلاف السنين.
أظهرت دراسة نُشرت في فبراير 2020 أدلة جديدة، أُنتجت باستخدام أحد أشكال التأريخ الإشعاعي، على أن كلًا من بركاني بودج بيم وتاور هيل ثارا منذ 34,000 عام على الأقل حتى 40,000 عام. ومن الجدير بالذكر، أن هذا هو «الحد الأدنى لعمر الوجود البشري في فيكتوريا»، ويمكن تفسيره أيضًا كدليل على التاريخ الشفوي لغونديتجمارالذي يخبرنا عن الانفجارات البركانية ليكون من أقدم التقاليد الشفوية الموجودة. عثر على فأس تحت الرماد البركاني في عام 1947، واعتُبر دليلًا أيضًا على أن البشر سكنوا المنطقة قبل ثوران تاور هيل.

## المعتقدات
تعتمد التقاليد الشفوية والقيم الروحية للسكان الأصليين الأستراليين على تقديس الأرض وعلى الإيمان بعصر الأحلام، أو الحلم. يعتبر الحلم هو الزمن القديم للخلق وواقع الحلم المعاصر. يصف علم كونيات الشعوب الأصلية، ويتضمن قصص الأسلاف عن الكائنات الخارقة للطبيعة وكيف أنشأوا الأماكن. يمكن تسمية كل قصة بـ«الحلم»، حيث تنتشر الأحلام أو مسارات الأجداد في القارة بأكملها، وتمثل أيضًا بطرق الأحلام.
هناك العديد من المجموعات المختلفة، لكل منها ثقافتها الفردية وبنية معتقداتها ولغتها.
- ثعبان قوس قزح هو كائن سلفي رئيسي للعديد من السكان الأصليين في جميع أنحاء أستراليا.
- يعتبر بايامي أو بنجيل من الأرواح الخالقة الأساسية في جنوب شرق أستراليا.
- يُعد دينغو سلف مهم في مناطق بانديان الداخلية، إذ شكّل دينغو طرق الأحلام التي تعبر القارة من الشمال إلى الجنوب ومن الشرق إلى الغرب.[4]
- تعود جذور ياوي وبونيب إلى أساطير السكان الأصليين.

### المواقع المقدسة
يقدس السكان الأصليين بعض الأماكن، بسبب مكانتها المركزية في أساطير السكان المحليين.

## القانون العرفي
يشيع استخدام كلمتي «القانون» و«معرفة» بالتبادل: قدم البريطانيون كلمة «القانون»، بينما تتعلق كلمة «معرفة» بالعادات والقصص من عصر الأحلام، والتي نقلت عبر أجيال عديدة من خلال طرق الأحلام والقصص والرقص. تملي المعرفة، المتعلمة منذ الطفولة، القواعد الخاصة بكيفية التفاعل مع الأرض والقرابة والمجتمع.